# Miroslav Lipták
Miroslav Lipták (* 7. Oktober 1968 in Trenčín) ist ein ehemaliger tschechoslowakischer Radrennfahrer.
Nach seinen erfolgreichsten Jahren 1990 und 1991 konzentrierte er sich auf die Olympischen Spiele. 1992 trat er für die Tschechoslowakei an und 1996 für die Slowakei.

## Erfolge
| Jahr | Erfolg | Erfolg                | Rennen                          |
| ---- | ------ | --------------------- | ------------------------------- |
| 1989 | 3.     | 11. Etappe            | Friedensfahrt                   |
| 1990 | 3.     | Prolog                | Milk Race                       |
| 1990 | Sieger | Gesamtwertung         | Slowakei-Rundfahrt              |
| 1990 | 3.     | 7. Etappe, Teil a     | Friedensfahrt                   |
| 1991 | 3.     | 6. Etappe             | Friedensfahrt                   |
| 1991 | 2.     | in 5. Etappe, Teil a  | Friedensfahrt                   |
| 1991 | 3.     | Gesamtwertung         | Friedensfahrt                   |
| 1992 | 8.     | Mannschaftszeitfahren | Olympische Sommerspiele 1992    |
| 1996 | --     | Straßenradrennen      | Olympische Sommerspiele 1996    |
| 1996 | 31.    | Einzelzeitfahren      | Olympische Sommerspiele 1996    |
| 1997 | Sieger | Sieger                | Nationalmeisterschaft Slowakei  |
| 1999 | 2.     | 8. Etappe             | Ägypten-Rundfahrt               |
| 2000 | Sieger | 2. Etappe             | Kroz Srbiju (Serbien-Rundfahrt) |